# 캐리 다이어리 (드라마)
캐리 다이어리(The Carrie Diaries)는 2013년부터 2014년까지 방영된 드라마로, 《섹스 앤 더 시티》의 프리퀄이자 동명의 책을 원작으로 한 작품이다.

## 출연

### 주연
- 안나소피아 롭
- 오스틴 버틀러
- 케이티 핀들레이
- 브렌단 둘링
- 프리마 애즈맨

### 조연
- 맷 레처
- 스테파니아 오웬
- 클로에 브릿지
- 엘렌 웡
- RJ 브라운